# Eleição municipal de Petrolina em 1996
A eleição municipal de Petrolina em 1996 ocorreu em 3 de outubro de 1996. O prefeito titular era Fernando Bezerra Coelho (PMDB). Guilherme Coelho (PFL) foi eleito prefeito de Petrolina em turno único.

## Candidatos
|  | Nº | Candidato(a) a prefeito | Candidato(a) a prefeito                                | Candidato(a) a vice-prefeito | Candidato(a) a vice-prefeito | Coligação |
|  | -- | ----------------------- | ------------------------------------------------------ | ---------------------------- | ---------------------------- | --- |
|  | 13 |                         | Rosalvo Antonio da Silva (PT) Rosalvo Antonio da Silva |                              | n/d                          | Sem nome - Partido dos Trabalhadores (PT) - Partido Comunista do Brasil (PCdoB) |
|  | 15 |                         | Diniz Cavalcanti (PMDB) Diniz de Sá Cavalcanti         |                              | n/d                          | Sem nome - Partido do Movimento Democrático Brasileiro (PMDB) - Partido Socialista Brasileiro (PSB) - Partido Democrático Trabalhista (PDT) - Partido Trabalhista Brasileiro (PTB) - Partido Social Liberal (PSL) - Partido da Mobilização Nacional (PMN) - Partido Social Democrático (PSD) |
|  | 25 |                         | Guilherme Coelho (PFL) Guilherme Cruz de Souza Coelho  |                              | n/d                          | Sem nome - Partido da Frente Liberal (PFL) - Partido da Social Democracia Brasileira (PSDB) - Partido Liberal (PL) - Partido Popular Socialista (PPS) - Partido Social Trabalhista (PST) - Partido dos Aposentados da Nação (PAN) - Partido da Reconstrução Nacional (PRN)                   |

## Resultado da eleição
| 1º Turno 3 de outubro de 1996 | 1º Turno 3 de outubro de 1996 | 1º Turno 3 de outubro de 1996 | 1º Turno 3 de outubro de 1996 |
| Candidato(a)                  | Vice                          | Votação                       | Votação                       |
| Candidato(a)                  | Vice                          | Total                         | Porcentagem                   |
| ----------------------------- | ----------------------------- | ----------------------------- | ----------------------------- |
| Guilherme Coelho (PFL)        | n/d                           | 39.601                        | 50,99%                        |
| Diniz Cavalcanti (PMDB)       | n/d                           | 36.661                        | 47,20%                        |
| Rosalvo Antonio da Silva (PT) | n/d                           | 1.409                         | 1,81%                         |
| Total de votos válidos        | Total de votos válidos        | 77.671                        | 100,00%                       |
| Votos apurados                |                               |                               |                               |
| Votos válidos                 | Votos válidos                 | 77.671                        | 95,04%                        |
| Votos em branco               | Votos em branco               | 866                           | 1,06%                         |
| Votos nulos                   | Votos nulos                   | 3.188                         | 3,90%                         |
| Total de votos apurados       | Total de votos apurados       | 81.725                        | 100,00%                       |
| Eleitores                     |                               |                               |                               |
| Comparecimento                | Comparecimento                | 81.725                        | 81,13%                        |
| Abstenções                    | Abstenções                    | 19.013                        | 18,87%                        |
| Total de eleitores            | Total de eleitores            | 100.738                       | 100,00%                       |